# Интродукция (музыка)
Интроду́кция (лат. Introductio — «введение») в музыке — краткая начальная часть более объемного музыкального сочинения, играющая роль вступления. Часто имеет отдельное название и может исполняться самостоятельно. Интродукцией также называют первую ансамблевую сцену в опере, следующую непосредственно за увертюрой.
Интродукция не имеет определённой формы; размеры её весьма различны. Инструментальная интродукция в вокальных сочинениях (ария, хор и пр.), а также в инструментальных, служит для приготовления главной тональности пьесы; в инструментальных произведениях особенно часто интродукция предваряет ту или иную строго регламентированную форму. В операх, как отмечал в Энциклопедии Брокгауза и Ефрона Н. Ф. Соловьёв, интродукция бывает вокально-инструментальная или исключительно инструментальная: «в первом случае она связана со сценическим действием и составляет первый номер акта, следуя за увертюрой; во втором случае интродукция заменяет увертюру и по содержанию находится в связи с сюжетом оперы».
В некоторых музыкальных произведениях термин «интродукция» вынесен в название: особенно известны Интродукция и рондо каприччиозо Камиля Сен-Санса, Интродукция и блестящий полонез Фридерика Шопена, Интродукция и вариации для скрипки и фортепиано ми минор Франца Шуберта, Интродукция и аллегро Мориса Равеля, несколько произведений Николо Паганини.
Интродукции известны также и в популярной музыке. Так, эстрадная певица Алла Пугачёва в своих концертных программах «Монологи певицы» (1981—1983), «Пришла и говорю» (1984—1985), «Сны о любви» (2009—2010) использовала музыкальные композиции в качестве интродукции.